# 중성미자 천문학

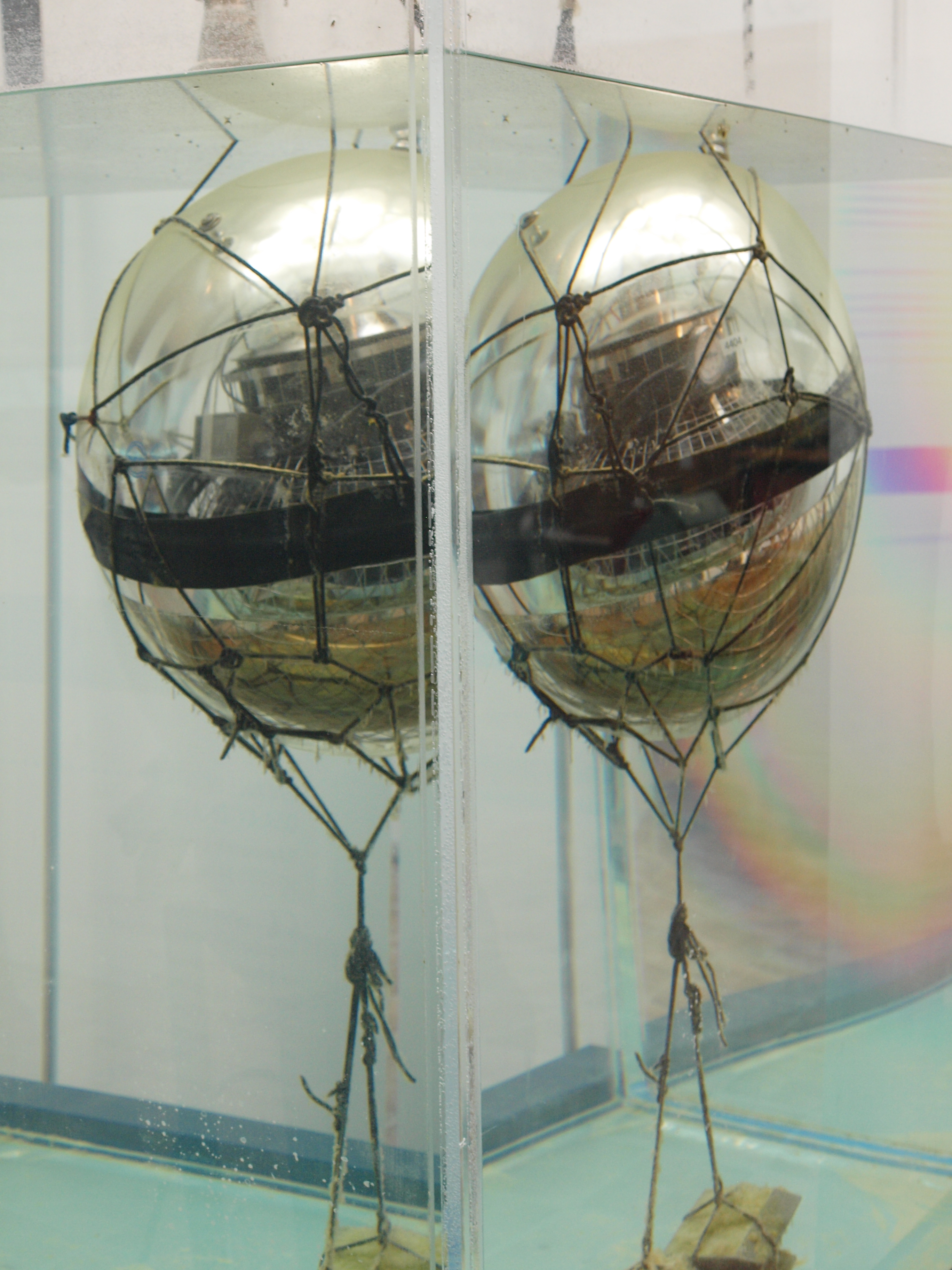
중성미자 망원경.

중성미자 천문학(영어: Neutrino astronomy)은 중성미자 감지기를 이용해 천체를 관측하는 것을 말한다. 중성미자는 방사성 붕괴, 태양과 원자로에서 일어나는 핵반응, 우주선이 원자와 충돌할 때 주로 발생하며, 물질과의 상호작용이 적기 때문에 광학 망원경으로 관측할 수 없는 것을 관측할 수 있게 해 주기도 한다.

## 역사
중성미자는 1956년 카원-라이너스 중성미자 실험에서 최초로 발견되었으며, 1968년 홈스테이크 실험을 통해 태양에서 방출되는 중성미자가 발견되었다.
1960년 모이세이 마코프가 체렌코프 효과를 이용해 물 밑에서 감지기를 통해 하전 입자의 위치를 추정하는 방안을 제시함을 통해 최초의 해저 중성미자 망원경인 DUMAND 계획이 개시되었다. 1976년 시작되어 1995년 결국 취소되었지만, 후대 중성미자 망원경들의 선구자 역할을 했다.
1980년 러시아의 바이칼호 남부 수심 1.1 km에서 바이칼 중성미자 망원경이 작동을 개시해, 1993년 최초로 대기권의 중성미자를 감지하고 삼각법으로 중성미자의 경로를 추적하는 데 성공했다. 남극 뮤온 및 중성미자 감지 간섭계(AMANDA)는 남극 아문센-스콧 기지 근방의 3 km 두께의 얼음을 이용했으며, 처음에는 얼음 속 공기 방울이 일으키는 빛의 산란 때문에 경로 추적에 실패했지만, 이후 여러 차례 개량을 거쳐 추적에 성공했으며, 2005년 지어진 IceCube의 전신이었다.

### 21세기
DUMAND 계획이 취소된 후 지중해 해저에서의 탐사는 크게 3개로 나눠졌다. ANTARES은 툴롱 앞바다 해저 2475 m까지 잠수했으며, NEMO는 제곱킬로미터 크기의 심해 감지기 시험용으로 시칠리아에서 100 km가량 떨어진 곳에서 해저 3.5 km에서 2007년부터 2011년까지 몇 주간 실험에 들어갔었다. NESTOR 계획은 2004년 개시되어 4 km까지 잠수해 케이블 문제로 중지되기 전까지 1달 동안 성공적으로 대기권 뮤온 흐름을 측정했다. 위 실험들에서 얻은 결과들은 KM3Net 계획 실시에 활용될 것이다.
2018년 7월, IceCube 중성미자 관측소에서 2017년 9월 오리온자리의 블레이저 TXS 0506+056에서 방출된 초고에너지 중성미자를 감지했다고 발표했다. 이는 최초로 중성미자 감지기를 통해 우주의 천체 위치를 추적하고 우주선의 방출 지점이 확인된 사례이다.

## 감지 방법
중성미자는 물질과 상호작용하는 경우가 매우 드물기 때문에, 태양에서 내리쬐는 엄청난 중성미자들도 1036개의 원자 중 1개 정도만 상호작용하며, 이마저도 광자 몇 개 또는 변화한 원자 1개만이 생성된다. 중성미자를 감지하기 위해서는 매우 민감한 감지 체계를 갖춘, 커다란 감지 시설이 필요하다.
신호 자체가 매우 약하기 때문에, 배경 잡음을 감소시키는 것 또한 중요하다. 따라서 감지기는 보통 지하 깊은 곳이나 물 속에 건설된다. 이 감지기들은 뮤온-중성미자 반응으로 생성되는 상향 진행 뮤온을 감지하도록 설계되었으며, 지구 전체를 통과할 수 있는 입자는 없기 때문에 지하 1 km 지점에 건설하여 하향 진행 뮤온을 차단한다. 또한, 방사성동위원소도 붕괴 시 체렌코프광을 생성하기 때문에 통제되어야 한다. 광전자 증배관(PMT) 3개 이상에서 빛이 감지되면 삼각법을 이용해 발생 지점을 추정할 수 있다.

## 적용
태양 등 천체를 빛을 통해 관측하면 표면에 대한 정보밖에 얻을 수 없다. 별의 중심에서 핵융합으로 생성된 빛은 기체 입자들과 상호작용하며 표면까지 나오는 데 몇 천 년 이상이 걸리며, 따라서 중심을 직접 관측할 수는 없다. 중성미자도 핵융합으로 생성되며 상호작용이 없기 때문에, 중성미자를 통해 중심을 직접 관측할 수 있다. 초신성에서 방출된 중성미자 등 다른 곳에서 나온 중성미자도 같은 방식으로 관측할 수 있다. 현재는 활동은하핵, 감마선 폭발, 폭발적 항성생성 은하 등에서도 중성미자를 관측하려고 시도 중이며, 암흑 물질을 간접적으로 검출할 수 있는 대안으로도 제시되고 있다.

## 같이 보기
- 중성미자
- 엑스선천문학